# Zlatko Janeba
Zlatko Janeba ( 1971 - ) es un botánico y bioquímico checo.
Ha trabajado en el "Departamento de Química y Bioquímica, de la Universidad Brigham Young, Provo.
Es un especialista en la familia de Cactaceae.
A junio de 2008 hay ocho registros de sus nombramientos de nuevas especies.

## Algunas publicaciones
- 2008. Echinomastus johnsonii (Parry ex Engelm.) E M Baxter.
- 2008. Mammillaria formosa in northeastern Zacatecas, Mexico.
- 1996. JANEBA,Z .; Antonín HOLÝ, Hana VOTAVOVÁ, Milena MASOJÍDKOVÁ. Intramolecular cyclization of some acyclic nucleoside analogs.

- La abreviatura «Janeba» se emplea para indicar a Zlatko Janeba como autoridad en la descripción y clasificación científica de los vegetales.[1]